# Парадайз-Гайтс (Флорида)
Парадайз-Гайтс (англ. Paradise Heights) — переписна місцевість (CDP) в США, в окрузі Орандж штату Флорида. Населення — 1260 осіб (2020).

## Географія
Парадайз-Гайтс розташований за координатами 28°37′19″ пн. ш. 81°32′42″ зх. д. / 28.62194° пн. ш. 81.54500° зх. д. (28.622070, -81.544933).  За даними Бюро перепису населення США в 2010 році переписна місцевість мала площу 1,20 км², уся площа — суходіл.

## Демографія
Згідно з переписом 2010 року, у переписній місцевості мешкало 1215 осіб у 405 домогосподарствах у складі 284 родин. Густота населення становила 1014 осіб/км².  Було 498 помешкань (416/км²).
Расовий склад населення:
| - 72,7 % — білих - 7,3 % — чорних або афроамериканців - 0,8 % — азіатів - 0,4 % — корінних американців - 16,5 % — осіб інших рас |

До двох чи більше рас належало 2,3 %. Частка іспаномовних становила 32,5 % від усіх жителів.
За віковим діапазоном населення розподілялося таким чином: 28,9 % — особи молодші 18 років, 63,4 % — особи у віці 18—64 років, 7,7 % — особи у віці 65 років та старші. Медіана віку мешканця становила 32,0 року. На 100 осіб жіночої статі у переписній місцевості припадало 108,8 чоловіків;  на 100 жінок у віці від 18 років та старших — 108,7 чоловіків також старших 18 років.
Середній дохід на одне домашнє господарство  становив 47 207 доларів США (медіана — 35 000), а середній дохід на одну сім'ю — 43 272 долари (медіана — 33 274). За межею бідності перебувало 20,0 % осіб, у тому числі 36,3 % дітей у віці до 18 років та 0,0 % осіб у віці 65 років та старших.
Цивільне працевлаштоване населення становило 264 особи. Основні галузі зайнятості: науковці, спеціалісти, менеджери — 17,8 %, оптова торгівля — 15,2 %, мистецтво, розваги та відпочинок — 12,5 %, будівництво — 12,1 %.